# Aschemonella monile
Aschemonella monile — вид форамініфер родини Syringamminidae. Описаний у 2017 році.

## Поширення
Поширений на сході Тихого океану. Типові зразки виявлені у розломі Кларіон-Кліппертон.